# الموعد〜ماهو شعور الوقوع في الحب〜
الموعد〜ماهو شعور الوقوع في الحب〜 (باليابانية: デート〜恋とはどんなものかしら〜) مسلسل كوميدي رومانسي ياباني، من إنتاج تلفزيون فوجي، عرض لأول مرة 19 كانون الثاني إلى 23 آذار 2015.

## القصة
يوريكو يابوشيتا تعمل في مختبر أبحاث يوكوهاما. تبلغ من العمر 29 عاماً تؤدي عملها بكفاءة لكنها لا تجيد اقامة علاقات اجتماعية مع الآخرين وعلى الرغم من ذلك فانها عزمت الزواج قبل بلوغها سن الثلاثين لان جميع من حولها قد أقدم على الزواج. ان يوريكو تنوي الزواج باول شخص تنطبق عليه الأربع والعشرين شرطاً التي ادرجتها في قائمة “مواصفات الزوج المثالي”
وفي الوقت نفسه، تاكومي تانيغوتشي يبلغ من العمر 35 عاما وعاطل عن العمل. عاى الرغم من انه تخرج من الكلية، ولكنه يقضي أيامه في قراءة الكتب والاستماع إلى الموسيقى. إنه لا يرغب في التعارف أو الزواج، لأنه يعلم أنه يفتقر إلى مصدر دخل. يعيش حالياً مع والدته ويعرف أنه حين تتوفى، لن يتمكن من الاستمرار في أسلوب حياته الحالي. لذا يقرر تاكومي تانجوتشي العثور على امرأة قادرة على دعمه من الناحية المالية.

## الممثلون
- آن واتانابي بدور يوريكو يابوشيتا
- هيروكي هاسيغاوا بدور تاكومي تانيغوتشي
- ساتورو ماتسو بدور سوهاتورو شيمادا